# Kim So-hui
Kim So-hui (* 29. Januar 1994) ist eine südkoreanische Taekwondoin und Olympiasiegerin. Sie startet in der Gewichtsklasse bis 49 Kilogramm.
Kim bestritt ihre ersten internationalen Titelkämpfe bei den Olympischen Jugend-Spielen 2010 in Singapur. In der Klasse bis 49 Kilogramm schied sie jedoch nach ihrem Auftaktkampf aus. Im folgenden Jahr gelang ihr, im Alter von gerade 17 Jahren, im Erwachsenenbereich der Durchbruch in die internationale Spitze. Bei der Weltmeisterschaft in Gyeongju besiegte sie in der Klasse bis 46 Kilogramm nach drei Auftakterfolgen im Halbfinale Rukiye Yıldırım und im Finale Li Zhaoyi und feierte ihren ersten Weltmeistertitel. Ebenfalls erfolgreich verlief die Asienmeisterschaft 2012 in Ho-Chi-Minh-Stadt. Kim zog ins Halbfinale ein und gewann die Bronzemedaille. 2013 verteidigte sie ihren Weltmeistertitel mit einem Finalsieg gegen die Russin Anastassija Walujewa. Es folgte die Goldmedaille bei den Asienspielen 2014 vor heimischem Publikum in Incheon. Im Finale besiegte Kim die Taiwanerin Lin Wan-Ting.
2016 wurden Kim Olympiasiegerin der Klasse bis 49 kg bei den Olympischen Spielen in Rio de Janeiro und gewann im Finale gegen die Serbin Tijana Bogdanović.